# Grand Prix de Denain 2000
La 42e édition du Grand Prix de Denain a eu lieu le 20 avril 2000. Elle a été remportée par l'Italien Endrio Leoni.

## Classement final
Endrio Leoni remporte la course en parcourant les 196,2 kilomètres en 4 h 28 min 20 s à la vitesse moyenne de 43,871 km/h,.
| Classement final, | Classement final, | Classement final, | Classement final,              | Classement final,  |
|                   | Coureur           | Pays              | Équipe                         | Temps              |
| ----------------- | ----------------- | ----------------- | ------------------------------ | ------------------ |
| 1er               | Endrio Leoni      | Italie            | Alessio                        | en 4 h 28 min 20 s |
| 2e                | Thor Hushovd      | Norvège           | Crédit agricole                | m.t                |
| 3e                | Leonardo Guidi    | Italie            | Alessio                        | m.t                |
| 4e                | Jo Planckaert     | Belgique          | Cofidis                        | m.t                |
| 5e                | Lars Michaelsen   | Danemark          | La Française des Jeux          | m.t                |
| 6e                | Marcel Wüst       | Allemagne         | Festina                        | m.t                |
| 7e                | Ludovic Capelle   | Belgique          | Ville de Charleroi-New Systems | m.t                |
| 8e                | Martin van Steen  | Pays-Bas          | Farm Frites                    | m.t                |
| 9e                | Jaan Kirsipuu     | Estonie           | AG2R Prévoyance-Décathlon      | m.t                |
| 10e               | Niko Eeckhout     | Belgique          | Palmans-Ideal                  | m.t                |
| modifier          |                   |                   |                                |                    |